# Historia Safedu
Safed – jedno ze starożytnych miast, którego historia sięga epoki brązu. Od XVI wieku miasto jest uznawane za jedno z czterech świętych miast judaizmu (obok Jerozolimy, Tyberiady i Hebronu). Jest to także centrum żydowskiego mistycyzmu koncentrującego się wokół kabały.

## Starożytność
Safed nie jest wspomniany w Biblii. Według relacji Józefa Flawiusza, podczas wojny żydowsko-rzymskiej (66-73 spodziewano się, że wojska cesarza Wespazjana nadejdą od strony Syrii usiłując w pierwszej kolejności zająć Galileę. Podjęto więc decyzję o ufortyfikowaniu Safedu oraz okolicznych gór i przełęczy. Wojna została jednak przegrana przez Żydów, a w 70 roku upadła Jerozolima. Symbolicznym aktem kończącym wojnę było spalenie Świątyni Jerozolimskiej. Ocaleni Żydzi i kapłani szukali schronienia w Galilei, gdzie ukrywali się w małych wspólnotach. W Safedzie miały się wówczas osiedlić rodziny kapłańskie (Jakim i Paszur), jak również liczni tannaici i amoraici, spisujący jerozolimski Talmud oraz Misznę. Talmud wspomina, że na szczycie Har Kena’an wraz z nastaniem nowiu księżyca rozpalano wielkie ognisko. Był to oficjalny znak do rozpoczęcia celebracji największych świąt żydowskich.

## Średniowiecze

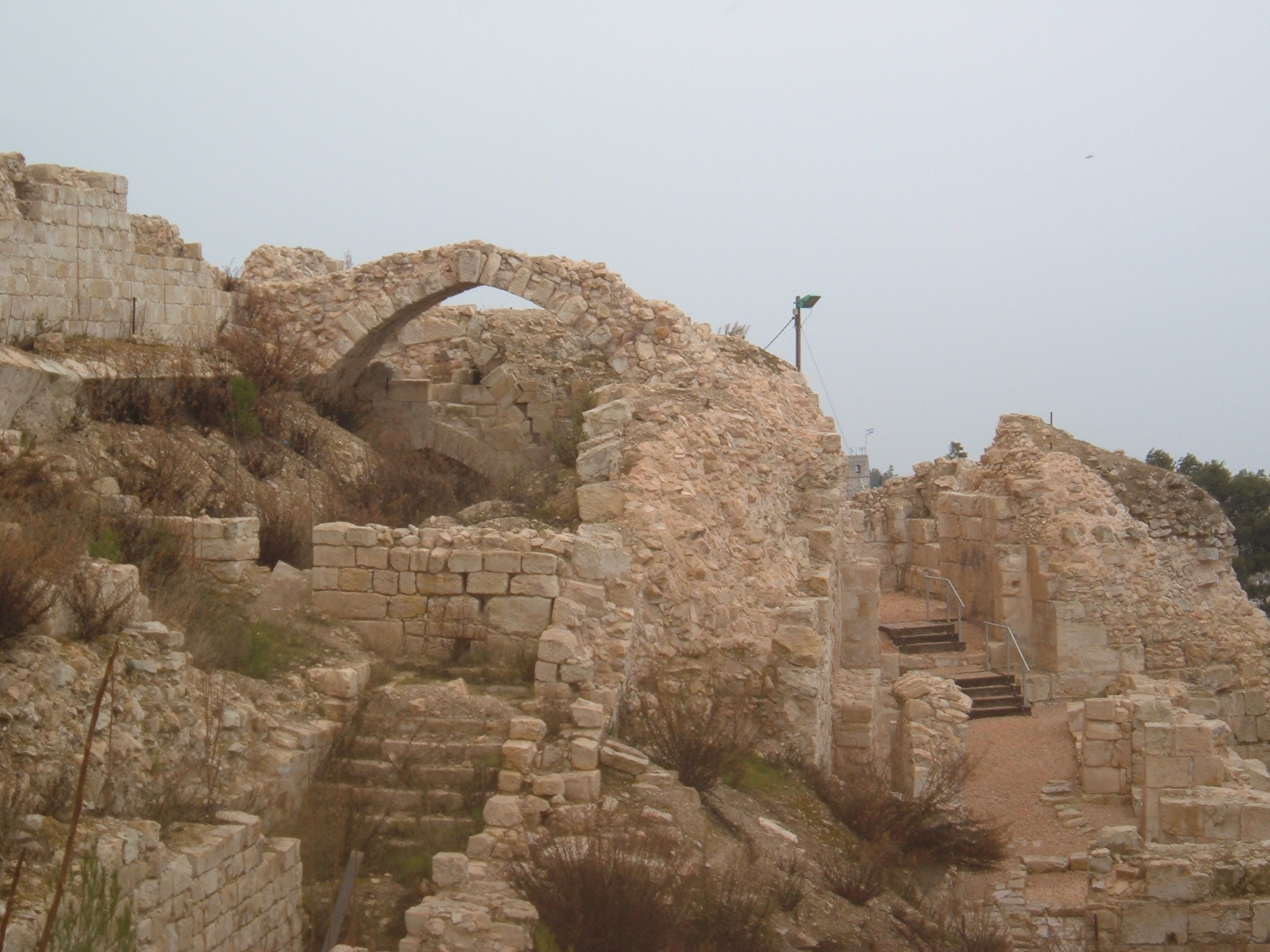
Ruiny twierdzy krzyżowców - zamek Safed

Wszystko wskazuje na to, że społeczność żydowska w Safedzie istniała do początku XI wieku. Przetrwała więc czasy panowania Bizancjum, Arabów i Seldżuków. Obala to twierdzenia niektórych historyków, którzy przypisują powstanie Safedu krzyżowcom. W wyniku I wyprawy krzyżowej w 1099 roku cała Palestyna przeszła pod panowanie krzyżowców, którzy utworzyli na jej terenie Królestwo Jerozolimskie. W latach 1102–1142 krzyżowcy przeprowadzili koncentrację okolicznej ludności w Safedzie. Podniosło to znaczenie miasta, które stało się ważnym ośrodkiem handlowym i centrum administracyjnym całej prowincji obejmującej 260 wsi. 
W 1102 roku na ruinach dawnej twierdzy żydowskiej, wybudowano nowy, niewielki zamek krzyżowców. Został on w 1140 roku rozbudowany przez jerozolimskiego króla Fulko V. Zamek Safed był strategicznie ważną twierdzą krzyżowców, która kontrolowała obszar pomiędzy Jeziorem Tyberiadzkim a Akką. Była największą twierdzą krzyżowców. Miasto zajmowało około 40 ha, a mury obronne miały wysokość 28 m, fosa głębokość 15 m. Całość fortyfikacji wzmocniono siedmioma wieżami obronnymi o wysokości 24 m. 
W 1168 roku zamek został sprzedany templariuszom. Szacuje się, że stały garnizon liczył około 80 rycerzy, z których każdy miał co najmniej 50 podwładnych i rzemieślników. Razem z najemnikami, załoga zamku w czasach pokoju mogła liczyć 1,7 tys. zbrojnych, którą podczas wojny zwiększano do co najmniej 2,2 tys. ludzi. 
Z rozwoju miasta skorzystali także Żydzi. Safed był centrum życia żydowskiego w Galilei. W 1216 roku zamieszkał tutaj żydowski poeta i rabin Jehuda Alharizi. Odbywały się tutaj spotkania Jesziwat Ziemi Izraela, na których było obecnych wielu rabinów. 
W 1188 roku Safed został zdobyty przez muzułmańską armię sułtana Saladyna. 
W 1240 roku król Nawarry Tybald IV zorganizował własną wyprawę krzyżową, podczas której odzyskał większość Galilei. Odbudowano wówczas zniszczony zamek Safed. 
W dniu 25 lipca 1266 roku sułtan Bajbars zdobył Safed i wymordował załogę templariuszy oraz mieszkających w mieście Żydów. Osada została przekształcona w muzułmańskie miasto Safad. Było ono stolicą dzielnicy Cafd - rozciągało się od miasta Dżanin na południu do rzeki Litani na północy. Rabin Samuel ben Samson, który w XIII wieku odwiedził Safed, opisał istniejącą tam żydowską gminę liczącą co najmniej pięćdziesięciu członków. 
Arabski geograf al-Dimaszqi (który zmarł w 1327 r. w Safedzie) napisał około 1300 roku, że w mieście wybudowano okrągłą wieżę obronną o trzech kondygnacjach. Stanowiła ona główny bastion tutejszej twierdzy. Woda deszczowa była doprowadzana do podziemnej cysterny, a jej ilość wystarczała garnizonowi na rok. Kurdyjski historyk i geograf Abu al-Fida opisał Safed jako „średniej wielkości miasto” z silnie rozbudowanym zamkiem.

## Historia nowożytna

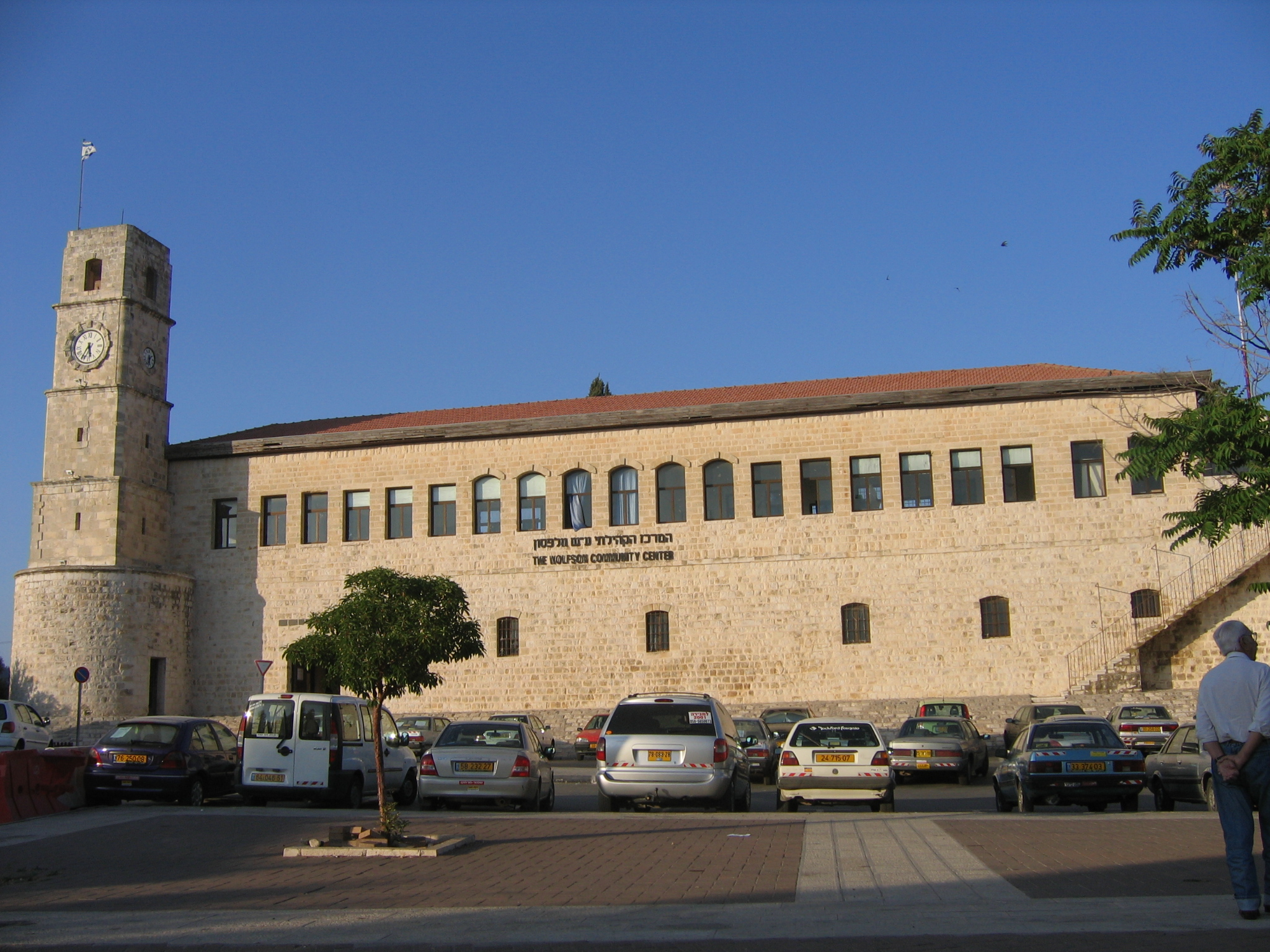
Seraj w Safedzie

Po wydaniu w 1492 roku edyktu z Alhambry Żydzi zostali zmuszeni opuścić Hiszpanię, Portugalię i Sycylię (dotyczyło to także marranów). Większość z nich znalazła schronienie w obrębie Imperium Osmańskiego. 
W międzyczasie sułtan Selim I Groźny przyłączył w 1517 roku do swego imperium Palestynę, Syrię i Egipt. W przeciwieństwie do Arabów, Turcy osmańscy tolerowali Żydów, którzy cieszyli się w ich imperium bardziej uprzywilejowaną pozycją niż chrześcijanie. Z tego powodu, gdy do Palestyny dotarła fałszywa pogłoska o pokonaniu sułtana Selima I przez Mameluków w Egipcie, doszło do pogromu Żydów w Safedzie. Społeczność żydowska otrzymała pomoc z Damaszku i Aleppo, ale przede wszystkim uzyskała wsparcie władz osmańskich, które wynagrodziły im cierpienia poniesione w imię lojalności wobec nowych władz. W rezultacie Safed stał się najważniejszym miastem żydowskim, a XVI wiek przeszedł do historii jako „złoty wiek” miasta. Rozwojowi gospodarczemu miasta sprzyjało korzystne położenie przy szlakach handlowych oraz mocne powiązania kulturalne z gminami żydowskimi w Damaszku, Aleppo i innych miastach. Władze osmańskie przyznały Żydom w Safedzie duże przywileje, zezwalając między innymi na utrzymywanie własnych sądów religijnych (dawało to Żydom pewną niezależność prawną od sądów osmańskich). Wszystko to razem powodowało, że wielu imigrantów żydowskich z Hiszpanii przyjeżdżało tutaj, tworząc niepowtarzalną kosmopolityczną atmosferę. 
W latach 1553–1554 w Safedzie było 1121 muzułmańskich gospodarstw domowych, 222 muzułmańskich kawalerów, 54 muzułmańskich przywódców religijnych, 716 żydowskich gospodarstw domowych, 56 żydowskich kawalerów i 9 osób niepełnosprawnych. W 1555 roku w mieście żyło już około 8 tys. Żydów. Pokazuje to jak szybko rozrastała się tutejsza społeczność żydowska. Żydzi utrzymywali się z produkcji wina, miodu, żywności oraz z handlu i produkcji wełny. Imigranci z Hiszpanii przywieźli do Safedu umiejętności produkcji tkanin wełnianych, a następnie nawiązali kontakty handlowe z innymi hiszpańskimi Żydami osiadłymi w Damaszku, Sydonie i innych miastach basenu Morza Śródziemnego. 
Przemysł wełniany koncentrował się głównie w rejonie strumienia Amud, przy którym wybudowano farbiarnie oraz młyny wodne. Prawdopodobnie odbiorcą tutejszych wyrobów wełnianych była nawet armia turecka. W II połowie XVI wieku wyroby z Safedu skutecznie konkurowały z produktami angielskimi i flandryjskimi. Wprowadzona w 1582 roku przez sułtana Murada III dewaluacja waluty doprowadziła do inflacji, a w rezultacie przyniosła zmniejszenie produkcji i falę bankructw w Safedzie. 
Osłabienie ekonomiczne imperium osmańskiego wymusiło na społeczności żydowskiej Safedu zadbanie o własne bezpieczeństwo - dzięki wsparciu i finansowaniu Żydów z Konstantynopola, wybudowano wówczas w mieście obronny karawanseraj (nazywany „Żydowską Twierdzą”). Równie ważny był wymiar życia religijnego. Bliskość grobu słynnego rabina Szymona bar Jochaja (na górze Meron) powodowała, że ściągali tu żydowscy mistycy koncentrujący się wokół kabały i księgi Zohar. Wiek XVI to okres rozkwitu mistyki żydowskiej w Safedzie. Mieszkali tutaj rabini Józef Karo, Izaak Luria, Mojżesz Kordowero, Chaim Vital, Salomon ha-Lewi Alkabec, Mojżesz Alszech i Jakub Berab. W 1577 roku Eliezer Aszkenazi i jego syn Izaak z Pragi założyli w mieście pierwszą na Bliskim Wschodzie drukarnię (pierwszą wydaną książką był komentarz Jom Tov Zahalon do Księgi Estery). 
W 1584 roku w mieście były zarejestrowane osiem synagog i 32 domy modlitwy.
W XVII wieku nastąpił stopniowy upadek gospodarczy i liczebnościowy społeczności żydowskich w Safedzie. W 1625 roku franciszkański teolog Francesco Quaresmi opisał miasto jako zamieszkałe „głównie przez Hebrajczyków, którzy mają swoje synagogi i szkoły, na których utrzymanie zbierane są składki przez Żydów w innych częściach świata”. 
W 1628 roku osłabione gospodarczo miasto napadli i ograbili Druzowie, a w pięć lat później Turcy. Około 1640 roku tutejsza społeczność żydowska poszukując sposobu ratowania się przed upadkiem utworzyła koncepcję świętych miast judaizmu. Początkowo były to Jerozolima, Hebron i Safed (w 1740 r. dołączyła do nich Tyberiada). Żydowskie społeczności istniejące w tych miastach zorganizowały stowarzyszenie na rzecz zbierania funduszy (halukka) w diasporze. Wcześniej fundusze takie były zbierane przez różne stowarzyszenia, teraz ustalono, że z Ziemi Izraela będą wysyłani specjalni emisariusze (z każdej z tych miejscowości jeden wysłannik). 
W owym czasie żydowska dzielnica w Safedzie znajdowała się pod kontrolą druzyjskiej dynastii Maan z Libanu. Po śmierci w 1658 roku emira Melhem al-Maani, doszło między jego synami do walki o władzę. Walkę zwyciężył emir Korkmaz al-Maani, ale stracił kontrolę nad obszarem Safedu. W rezultacie Druzowie z Libanu najechali w 1660 roku na Safed. Doszło wówczas do zniszczenia Safedu i pogromu jego mieszkańców. Tylko nieliczni mieszkańcy powrócili później do miasta, a z pewnością w latach 1664-1667 w Safedzie nie było społeczności żydowskiej. Zniszczone miasto zostało jednak szybko odbudowane, a w 1665 roku odwiedził je słynny żydowski kabalista Sabbataj Cwi. 
W II połowie XVII wieku liczebność Żydów w Galilei mocno zmalała. W samym Safedzie utrzymywała się zaledwie niewielka wspólnota. Plaga szarańczy, głód i epidemia dżumy zdziesiątkowały w 1742 roku mieszkańców. Większość żydowskich mędrców wyprowadziła się wtedy do Jerozolimy i innych miast. Epidemia szczególnie mocno dotknęła Safed w 1747 roku. Trzęsienie ziemi na Bliskim Wschodzie (1759) zniszczyło miasto, powodując śmierć 200 osób. Społeczność żydowska zmniejszyła się zaledwie do siedmiu rodzin. Lekkie ożywienie było odczuwalne w mieście w II połowie XVIII wieku, kiedy do Safedu dotarła grupa około 300 pochodzących z Imperium Rosyjskiego zwolenników chasydyzmu (w latach 1776 i 1781). Niektórzy historycy wskazują, że ta imigracja stała się początkiem starego jiszuwu w Safedzie.

## Historia najnowsza
Gdy w 1799 roku Napoleon Bonaparte po niepowodzeniu w oblężeniu Akki rozpoczął wycofywanie się z Palestyny, zamieszanie w rejonie wykorzystali Arabowie, którzy wszczęli zamieszki w Safedzie. Dzielnica żydowska została zniszczona, a wielu Żydów dotkliwie pobitych. 
W latach 1809–1810 do miasta dotarła grupa żydowskich imigrantów z Litwy, na czele których stał rabin Eliasz ben Salomon Zalman. Wzmocniło to tutejszą społeczność żydowską, umożliwiając odbudowę gospodarczą. Jeden z imigrantów, Izrael Beck założył pierwszą hebrajską drukarnię w Palestynie. 
W latach 1812–1814 kolejna epidemia dżumy zdziesiątkowała Safed (zmarło około 80% żydowskich mieszkańców miasta). Ci co ocaleli, zostali w 1819 roku okupem gubernatora Akki, Abdullaha Paszy. 
W 1823 roku trzęsienie ziemi było przyczyną dużych zniszczeń w mieście. Podczas powstałego później zamieszania, doszło do licznych grabieży w żydowskiej dzielnicy. 
W latach 1832–1840 kontrolę nad całą tą okolicą sprawował egipski generał Ibrahim Pasza. Gdy w 1833 roku do Safedu zaczęły zbliżać się wojska egipskie, Druzowie splądrowali żydowską dzielnicę. Mieszkańcy wówczas nie ucierpieli, gdyż zdołali schronić się na przedmieściach. Gdy rok później władze egipskie wprowadziły nowe przepisy podatkowe i pobór do wojska, spotkało się to z powszechnym gniewem muzułmańskich chłopów. Doprowadziło to do wybuchu powstania chłopskiego, podczas którego chłopi szybko zorientowali się, że Żydzi i chrześcijanie są łatwymi celami ataków oraz grabieży. W dniu 15 czerwca 1834 roku rozpoczął się pogrom Żydów w Safedzie, który trwał przez 33 dni. Nigdy nie ustalono liczby zabitych i rannych, ale gmina poniosła bardzo dotkliwe straty. Zniszczone zostały żydowskie domy i synagogi. Ocaleni szukali schronienia w okolicznych górach lub sąsiednich wioskach. Zamieszki zostały stłumione na wyraźny rozkaz Ibrahima Paszy przez libańskich żołnierz (interweniowali zagraniczni konsulowie). 
Trzęsienie ziemi w Galilei (1837) miało szczególnie katastrofalne skutki dla społeczności żydowskiej Safedu. Niemal całkowicie zniszczona została północna, żydowska część miasta. Zginęło ponad 2 tys. Żydów (połowa ich populacji). Południowa muzułmańska część Safedu poniosła znacznie mniejsze straty. Na wiosnę 1838 roku napięte stosunki społeczne doprowadziły do wybuchu powstania druzyjskiego. W jego trakcie, w dniu 5 lipca 1838 roku Druzowie wtargnęli do Safedu dopuszczając się pogromu Żydów. Przez trzy kolejne dni grabiono i dewastowano żydowskie domy oraz synagogi w mieście. Niektórzy z Żydów porzucili wówczas Safed, udając się na południe do Jerozolimy. Po tych wszystkich katastrofach w mieście pozostało jeszcze około 1,5 tys. Żydów. W 1840 roku władze osmańskie zdołały przywrócić porządek w Galilei i przywróciły spokój w Safedzie. 
W 1847 roku miasto znowu dotknęła epidemia dżumy. Miasto zaczęło jednak systematycznie odbudowywać się, wykorzystując stabilizację polityczną do wzmocnienia lokalnej gospodarki. W II połowie XIX wieku tutejsza społeczność żydowska została wzmocniona nowymi imigrantami z Persji, Maroka i Algierii. Znany żydowski filantrop sir Moses Montefiore siedmiokrotnie odwiedził miasto, finansując odbudowę wielu zniszczonych zabytków (jednak kolejne trzęsienia ziemi zniszczyły te budynki).
Podczas I wojny światowej wojska brytyjskie wkroczyły z Egiptu do Palestyny i 25 września 1918 roku zajęły Safed. 1 lipca 1920 roku Liga Narodów oficjalnie przyznała Wielkiej Brytanii zwierzchnictwo mandatowe nad Palestyną. W utworzonym w ten sposób Brytyjskim Mandacie Palestyny miało powstać w przyszłości państwo żydowskie. 
Safed został stolicą poddystryktu Safed i służył jako siedziba władz administracyjnych oraz centrum kulturalne i gospodarcze całej okolicy. Napływ coraz większej liczby żydowskich imigrantów powodował wzrost napięć etnicznych pomiędzy Żydami i Arabami. Z tego powodu wybuchły zamieszki w Palestynie (1929), podczas których do najbardziej krwawych zajść doszło w Safedzie i Hebronie. W dniach 29-31 sierpnia 1929 roku w pogromie w Safedzie zostało zabitych 18 żydowskich mieszkańców, a 80 zostało rannych. 
Podczas arabskiego powstania w Palestynie (1936-1939) żydowska organizacja paramilitarna Hagana zajęła się organizowaniem obrony żydowskiej dzielnicy w Safedzie. Pomimo to, w dniu 13 sierpnia 1936 roku Arabowie wdarli się z cmentarza do dzielnicy, zabijając ojca i troje jego dzieci. Redakcja gazety „Davar” napisała na początku 1937 roku, że faktyczną władzę w mieście sprawuje Arabski Komitet Narodowy, a Żydzi są zamknięci w getcie. W celu sprawowania kontroli nad miastem, Brytyjczycy wybudowali dwa policyjne forty Tegart. 
Po zakończeniu II wojny światowej w Palestynie nasiliły się walki pomiędzy Żydami a Arabami. Przyjęta 29 listopada 1947 roku Rezolucja Zgromadzenia Ogólnego ONZ nr 181 przyznała obszar miasta Safed państwu żydowskiemu. Arabowie odrzucili Rezolucję i tym samym doszło do wybuchu wojny domowej w Mandacie Palestyny. W przededniu wybuchu wojny w Safedzie żyło 12,5 tys. mieszkańców, w tym około 1,7 tys. Żydów (w większości osób religijnych i starszych wiekiem). 
Pierwszy poważny arabski atak na dzielnicę żydowską nastąpił 2 stycznia 1948 roku i trwał przez dziewięć godzin. Atak nie powiódł się i Arabowie wycofali się, ponosząc duże straty. W lutym 1948 roku siły Arabskiej Armii Wyzwoleńczej sparaliżowały żydowską komunikację w Galilei, odcinając Żydów w Safedzie od dostaw żywności. Sytuację obrońców dodatkowo pogorszyli Brytyjczycy, którzy 16 kwietnia 1948 roku ewakuowali swoje wojska z miasta, przekazując Arabom dwa forty Tegart. Dzielnica żydowska w Safedzie znalazła się w ten sposób w stanie oblężenia. Jeszcze tego samego dnia siły arabskie przeprowadziły szturm, który trwał przez czternaście godzin. 
Zdając sobie sprawę z trudności położenia, żydowska Hagana rozpoczęła w dniu 6 maja 1948 roku operację „Jiftach”, której celem było zdobycie Safedu. Równocześnie Arabska Armia Wyzwoleńcza planowała na 10 maja rozpoczęcie generalnego szturmu na żydowską dzielnicę. Już 6 maja Arabowie rozlokowali baterie swojej artylerii i rozpoczęli ostrzał żydowskich pozycji w mieście. Siły obrońców wzmocniono wtedy kompanią szturmową Palmach. Walki o miasto należały do jednych z najbardziej dramatycznych wydarzeń całej wojny. W dniu 10 maja Safed znalazł się w rękach żydowskich, a wszyscy arabscy mieszkańcy zbiegli w kierunku Libanu.

## Izrael
Proklamacja niepodległości Izraela 14 maja 1948 roku otworzyła nowy rozdział w historii Safedu. Działania wojenne I wojny izraelsko-arabskiej nie dotknęły już bezpośrednio samego miasta. Jedynie izraelscy żołnierze przeprowadzili dużą operację wysadzania opuszczonych arabskich domów. 
Po zakończeniu wojny do Safedu zaczęli napływać liczni nowi imigranci, wymuszając na władzach rozwiązanie problemu mieszkaniowego. Wolne domy szybko zostały zasiedlone. Zainicjowano więc akcję usuwania gruzów z arabskiej części miasta, gdzie rozpoczęto budowę nowych osiedli mieszkaniowych. Safed systematycznie się rozrastał i w 1953 roku liczył już około 7 tys. mieszkańców. Próby stworzenia lokalnego przemysłu nie powiodły się, głównie z powodu braku odpowiedniej liczby wykwalifikowanych pracowników i odległości od innych skupisk ludności. 
W dniu 15 maja 1974 roku szkolna wycieczka z Safedu przebywała w Ma’alot-Tarszicha. Szkoła w której nocowały dzieci została zaatakowana przez terrorystów z Demokratycznego Frontu Wyzwolenia Palestyny. W masakrze w Ma’alot zginęły 23 osoby (plus 3 terrorystów), a rannych zostało 68 osób. Wydarzenie to wstrząsnęło całym krajem i doprowadziło do utworzenia specjalnych oddziałów antyterrorystycznych policji Jamam. 
W latach 90. XX wieku Safed przyjął duże ilości imigrantów z krajów byłego ZSRR i Etiopii. 
Podczas II wojny libańskiej w lipcu 2006 roku na miasto spadły liczne rakiety Grad wystrzelone przez organizację terrorystyczną Hezbollah z terytorium południowego Libanu. W wyniku ostrzału zginęła 1 osoba, a ranne zostały co najmniej 44 osoby.